# Ceran

Logo

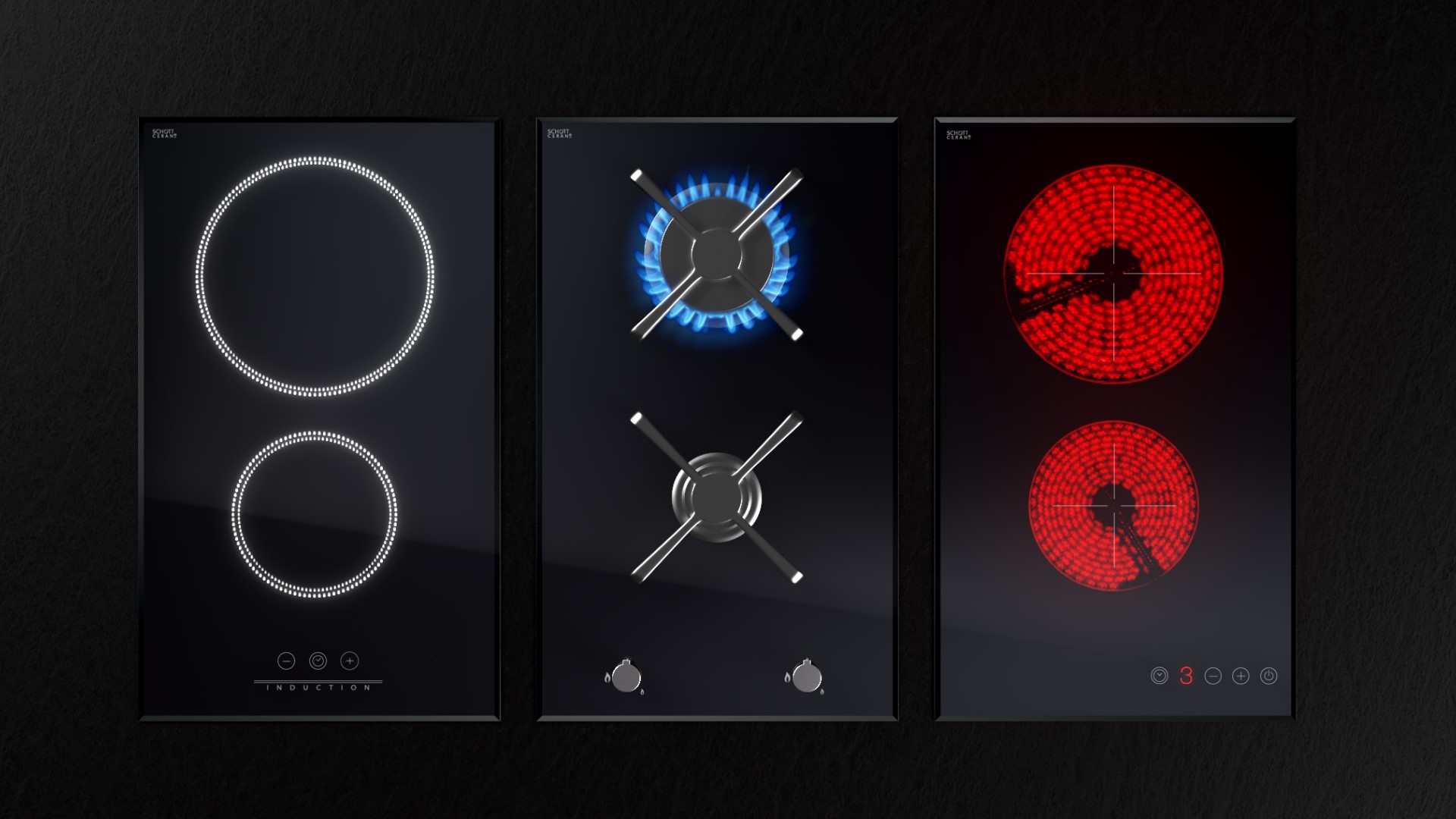
Ceran Kochfelder mit den drei typischen Heizarten Induktion, Gas und Infrarot (von links nach rechts)

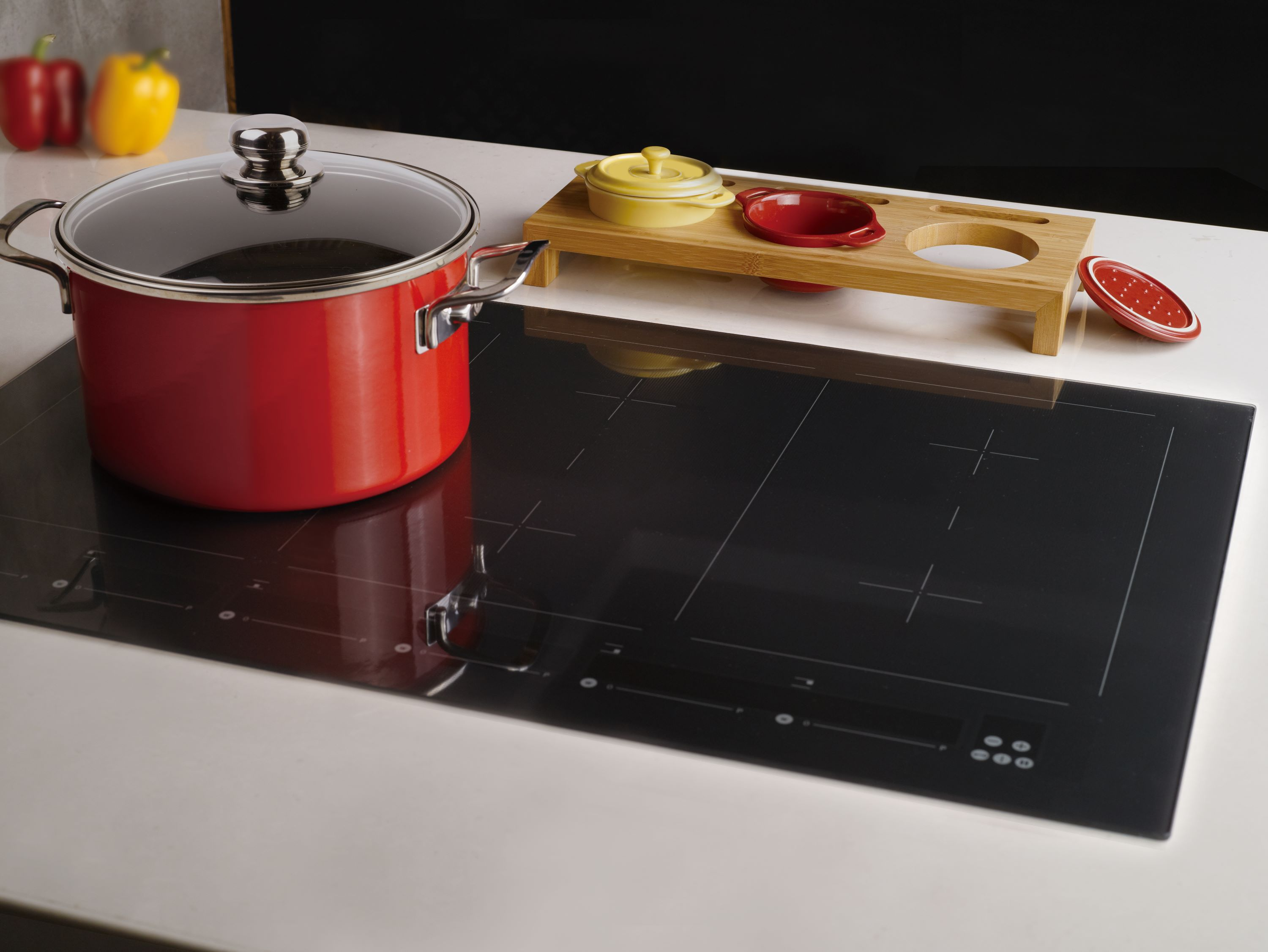
Typisches Glaskeramikkochfeld mit integrierten Sensortasten

Ceran ist ein Markenname der Schott AG für temperaturwechselbeständiges Glas und Waren daraus.

## Materialeigenschaften
Unter dem Markennamen Ceran werden Glaskeramiken gehandelt, welche eine hohe Durchlässigkeit für Wärmestrahlung, eine geringe Wärmeleitfähigkeit sowie eine hohe Temperaturwechselbeständigkeit aufgrund des geringen Ausdehnungskoeffizienten aufweisen. Die häufigsten Waren sind Kochfelder.
Platten aus Glaskeramik haben eine hohe Durchlässigkeit für Wärmestrahlung (das heißt: Glaskeramik hat wie Glas eine geringe Dämpfungskonstante für Teile des infraroten Spektrums) und praktisch keine Wärmeausdehnung. Sie besitzen eine glatte, porenfreie Oberfläche. Der größte Teil der Wärmeübertragung geschieht bei Glaskeramik-Kochfeldern daher durch Wärmestrahlung anstelle von Wärmeleitung (wie bei Stahl- oder Eisen-Herdplatten). Die Wärmeleitfähigkeit ist mit 1,46 W/(m·K) sehr gering, was dazu führt, dass der Bereich neben der Kochstelle kalt bleibt. Stahl- oder Eisen-Herdplatten nutzen dagegen für den Wärmetransport ausschließlich ihre hohe Wärmeleitfähigkeit.
Glaskeramik ist ein teilkristalliner Werkstoff, der durch unvollständige Kristallisation („Keramisierung“) geeigneter Gläser entsteht. Bei der Herstellung entstehen in der Glas-Matrix Bereiche mit einer geordneten Kristallstruktur. Diese Glaskeramik hat bei entsprechender chemischer Zusammensetzung einen negativen Wärmeausdehnungskoeffizienten, zieht sich also bei Erwärmung zusammen. Wird das Verhältnis von Glas- zu Kristallphase geeignet eingestellt, entsteht ein Material, das sich bei Erwärmung so gut wie nicht ausdehnt. Hauptbestandteile der Glaskeramik für Ceran-Kochflächen sind Lithium-, Aluminium- und Siliziumoxid (sogenannte „LAS-Glaskeramik“).
Eine solche Glaskeramik übersteht unbeschadet abrupte Temperaturschocks bis 700 °C.

## Entwicklung
Glaskeramiken mit oben beschriebenen Eigenschaften wurden von der Schott AG in Mainz in Kooperation mit den Imperial-Werken in Bünde entwickelt. 1971 begann die Fertigung einer Kleinserie sowie die Vorstellung eines ersten Prototyps auf der Messe Domotechnica, 1973 wurde die Serienproduktion aufgenommen.

## Anwendungen
Ceran Glaskeramik-Kochfelder sind grundsätzlich mit allen gängigen Heizarten kompatibel und funktionieren mit Induktion, Gas und elektrischer Strahlungsbeheizung.

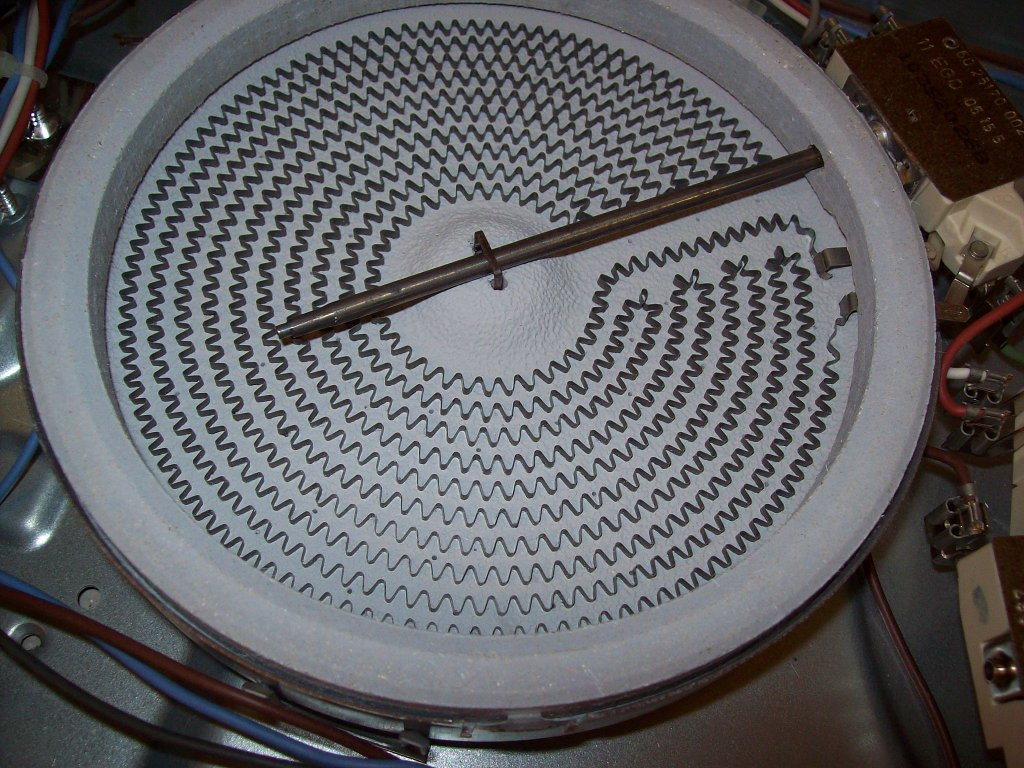
Isolierter Heizbereich unter der Platte mit Heizwendeln und Thermoschalter

Eine weite Verbreitung fand die Kochfläche nach ihrer Markteinführung in Verbindung mit der elektrischen Strahlungsbeheizung. Hier wird ein unterhalb der Glaskeramik angeordneter Heizwiderstand bis zur Rotglut aufgeheizt. Die von dem Heizelement ausgesandte infrarote Wärmestrahlung tritt durch die infrarotdurchlässige Glaskeramik und heizt den Boden des Topfes oder der Pfanne auf. Die Kochfläche lässt die Heizenergie fast ohne Wärmeverlust an das Kochgefäß, und es wird kaum Wärme zu den Seiten abgeleitet. So kann das zusammenhängende Kochfeld in mehrere einzeln schaltbare Zonen unterteilt werden, die sich kaum gegenseitig beeinflussen und an verschieden große Topfböden angepasst sind.
Umgangssprachlich wird daher oft „Ceran-Kochfeld“ als Synonym für ein Glaskeramik-Kochfeld mit  Strahlungsbeheizung genutzt, obwohl auch Induktions-Kochfelder meist eine Oberfläche aus Glaskeramik haben.
Seit den 2010er Jahren wird der Großteil der verkauften Glaskeramik-Kochfelder als Induktionskochfeld ausgeliefert. Beim Induktionskochfeld wird die Leistung in Form eines magnetischen Wechselfeldes durch die Ceran-Glaskeramik hindurch in den Boden des Kochgeschirrs (Eisenlegierung) übertragen und dort aufgrund von induzierten Wirbelströmen und Ummagnetisierungsverlusten in Wärme umgewandelt.
Neben der klassischen Ceran-Glaskeramik-Kochfläche, die in unterschiedlichen Größen, Formen und Farben hergestellt wird, gibt es auch Grillgeräte aus Ceran und Kochmulden aus Glaskeramik zur Aufnahme eines Woks. Oft sind auch die Frontscheiben von Kaminöfen aus Glaskeramik.
Ursprünglich wurde die Glaskeramik (Handelsname Zerodur) von Schott für Spiegelträger von astronomischen Teleskopen entwickelt und ist dort seit Jahrzehnten im Einsatz, beispielsweise in den Keck-Teleskopen und dem Gran Telescopio Canarias.